# Île Borradaile
L'île Borradaile fait partie de l'archipel des Îles Balleny dans l'Océan Pacifique Sud.
Elle a été découverte en 1839 par John Balleny, qui l'a nommée d'après W. Borradaile, un des mécènes de son expédition.
Elle se trouve dans le chenal de huit kilomètres de large entre les îles Young et Buckle. Elle mesure environ 2 miles de long sur 1 mile de large. Elle présente la particularité d'avoir un promontoire rocheux remarquable appelé « Beale Pinnacle » à proximité du cap Beale sur sa côte sud-est.
Le premier à avoir débarqué sur l'île est le Captaine Freeman le 12 février 1839. C'était la première fois qu'un homme accostait au sud du Cercle antarctique.
L'île est placée sous la juridiction du traité sur l'Antarctique.